# Liste des évêques et archevêques de New York
La liste des évêques et archevêques de New York recense les noms des évêques puis des archevêques qui se sont succédé à la tête du diocèse puis de l'archidiocèse de New York (Archidioecesis Neo-Eboracensis), aux États-Unis. Le diocèse de New York est créé le 8 avril 1808, par détachement de celui de Baltimore. Il est élevé au rang d'archidiocèse le 19 juillet 1850.

## Sont évêques
- 8 avril 1808-† 19 juin 1810 : Richard Concanen, décédé avant la prise de possession de son diocèse.
- 19 juin 1810-4 octobre 1814 : Anthony Kohlmann, administrateur apostolique
- 4 octobre 1814-† 6 février 1825 : John Connolly
- 6 février 1825-23 mai 1826 : siège vacant
- 23 mai 1826-† 20 décembre 1842 : John Dubois (Jean Dubois), prêtre français émigré après la Révolution.
- 20 décembre 1842-19 juillet 1850 : John Hughes (John Joseph Hughes)

## Puis sont archevêques
- 19 juillet 1850-† 3 janvier 1864 : John Hughes (John Joseph Hughes), promu archevêque.
- 6 mai 1864-† 10 octobre 1885 : cardinal (15 mars 1875) John McCloskey
- 10 octobre 1885-† 5 mai 1902 : Michael Corrigan (Michael Augustine Corrigan)
- 15 septembre 1902-† 17 septembre 1918 : cardinal (27 novembre 1911) John Farley (John Murphy Farley)
- 10 mars 1919-† 4 septembre 1938 : cardinal (24 mars 1924) Patrick Hayes (Patrick Joseph Hayes)
- 15 avril 1939-† 2 décembre 1967 : cardinal (18 février 1946) Francis Spellman (Francis Joseph Spellman)
- 2 mars 1968-† 6 octobre 1983 : cardinal (28 avril 1969) Terence Cooke (Terence James Cooke)
- 26 janvier 1984-† 3 mai 2000 : cardinal (25 mai 1985) John O’Connor (John Joseph O’Connor)
- 11 mai 2000-23 février 2009 : cardinal (21 février 2001) Edward Egan (Edward Michaël Egan)
- depuis le 23 février 2009 : cardinal (18 février 2012) Timothy Dolan (Timothy Michaël Dolan)

## Galerie de portraits

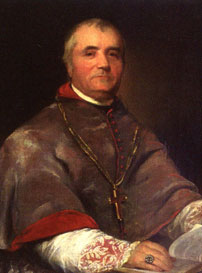
John Dubois (1826-1842)
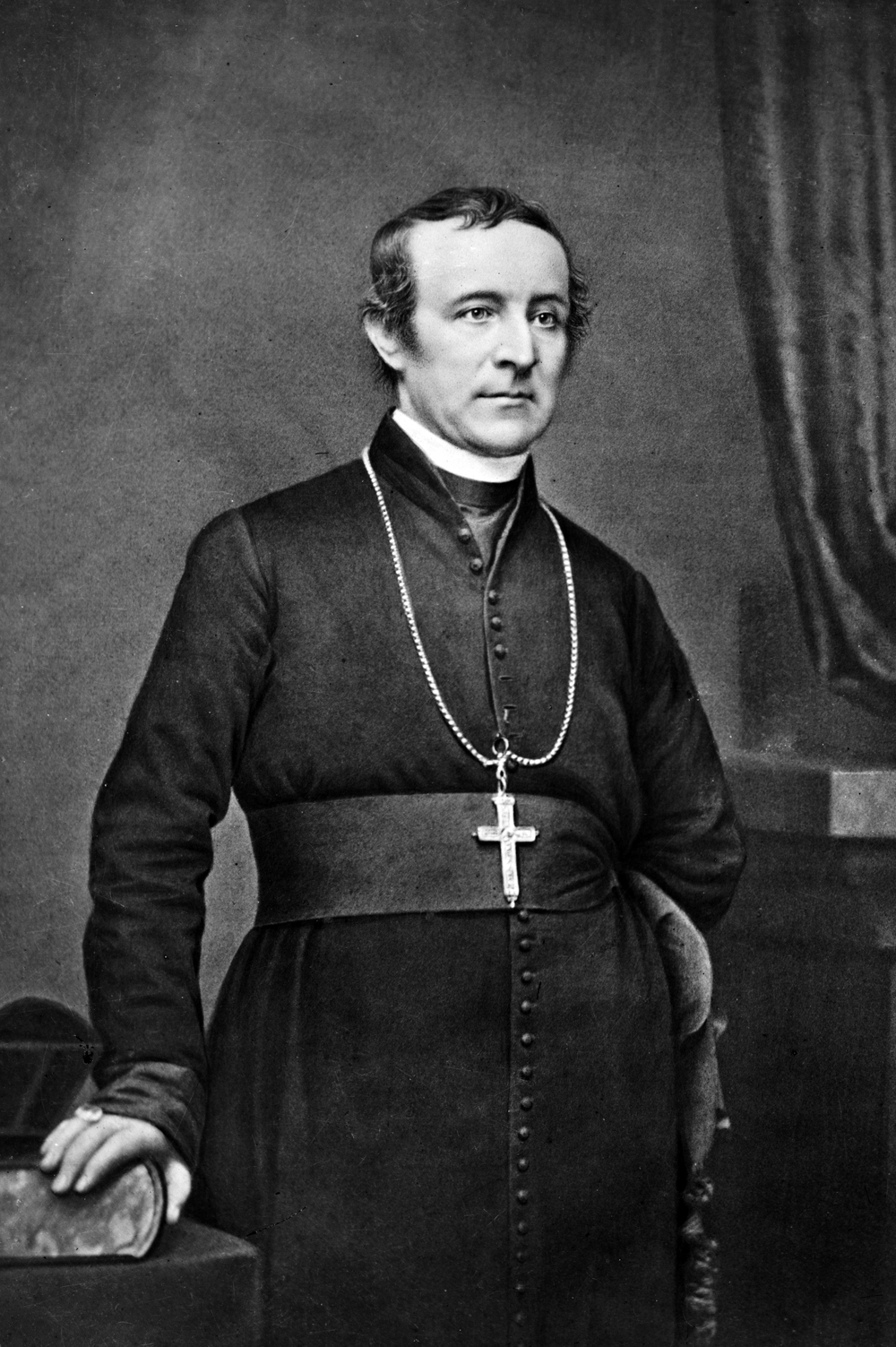
John Hugues (1842-1864)
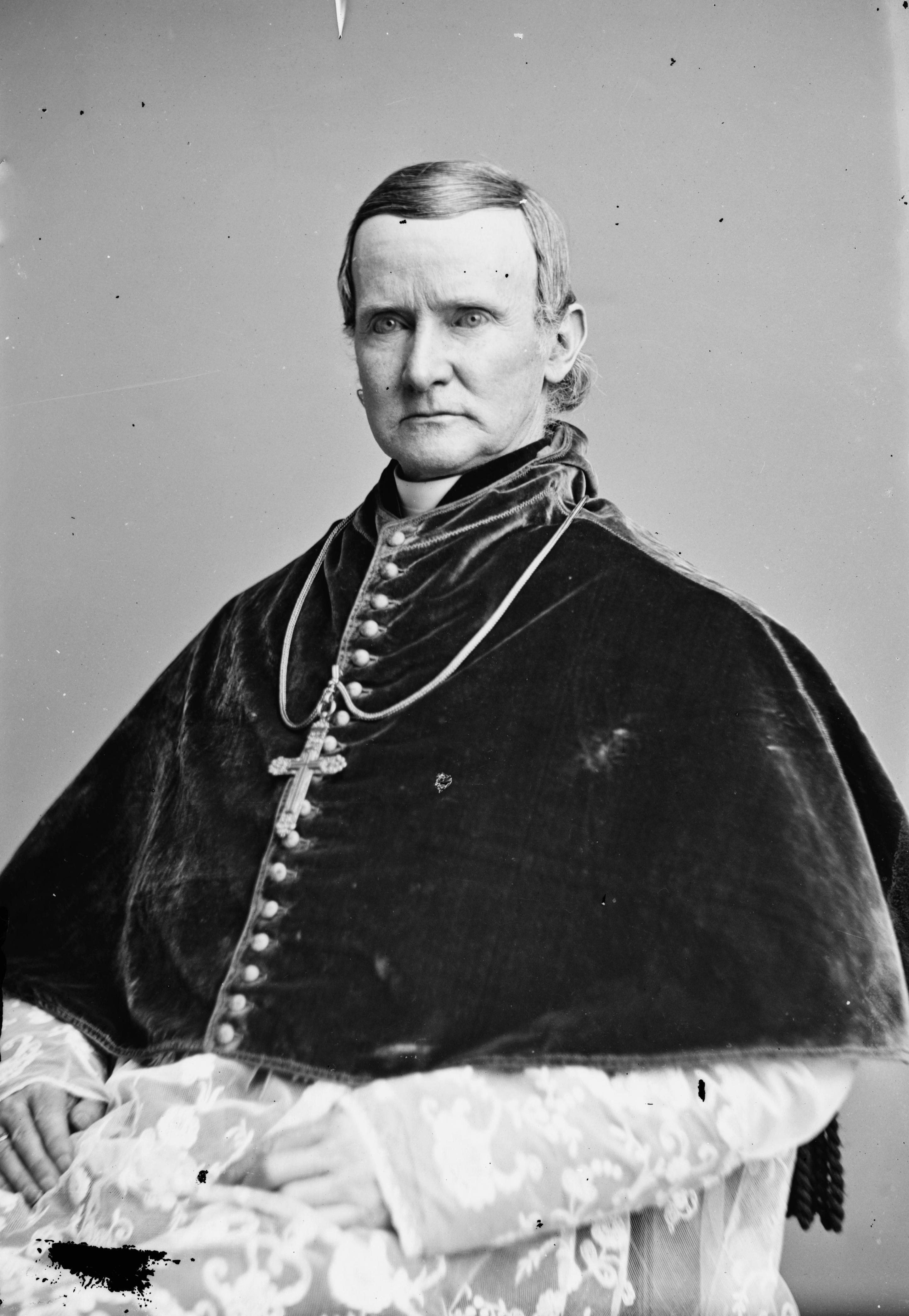
John IV McCloskey (1864-1885)
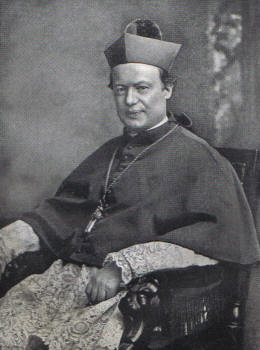
Michael Corrigan (1885-1902)
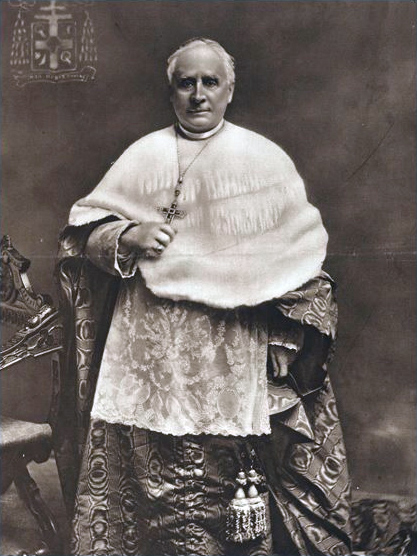
John Farley (1902-1918)
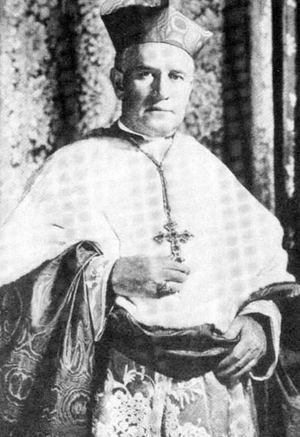
Patrick Hayes (1919-1938)
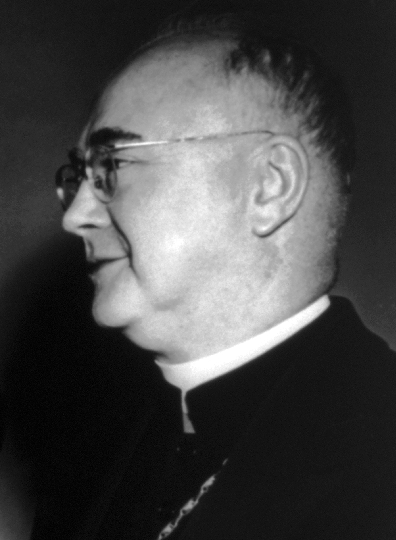
Francis Spellman (1939-1967)
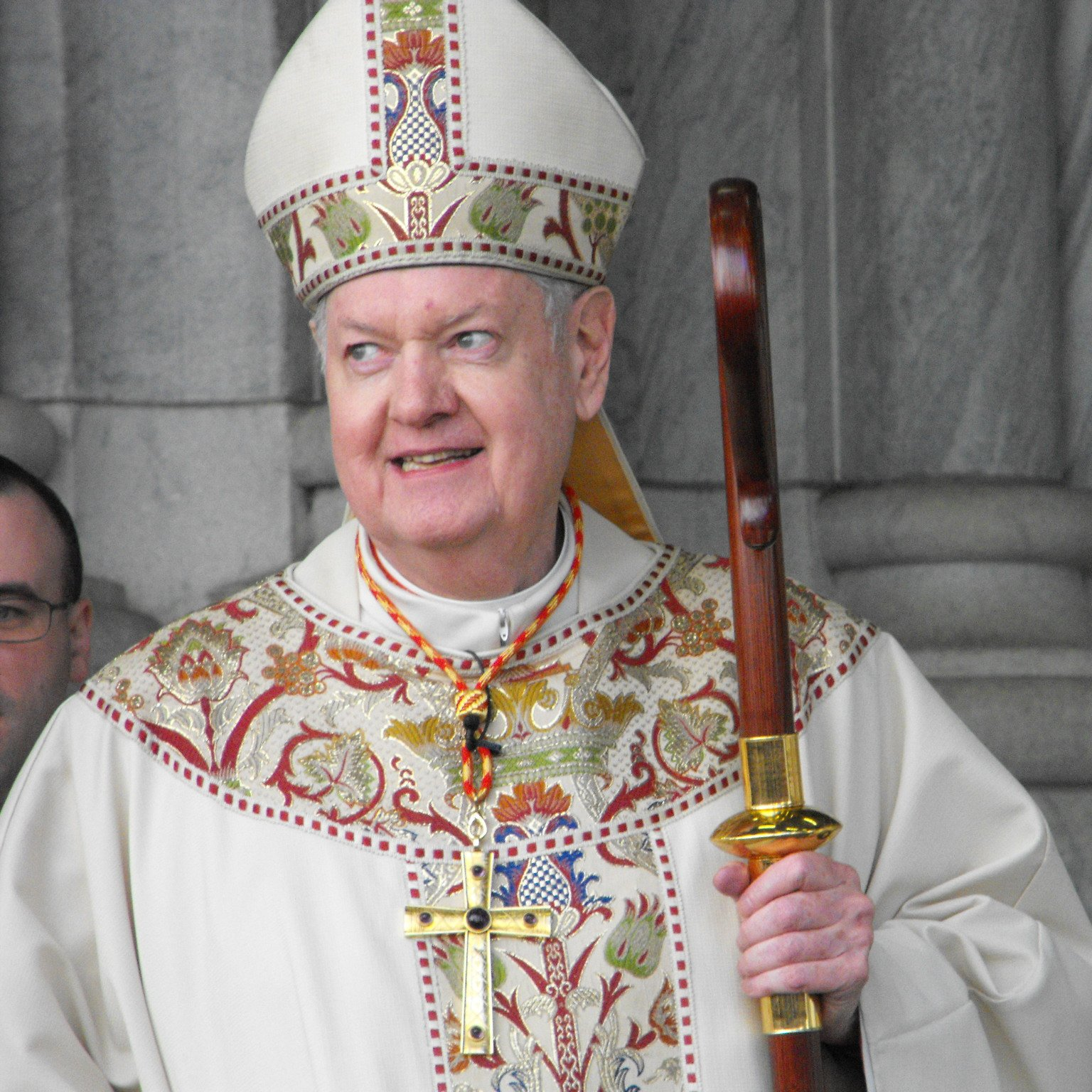
Edward Egan (2000-2009)
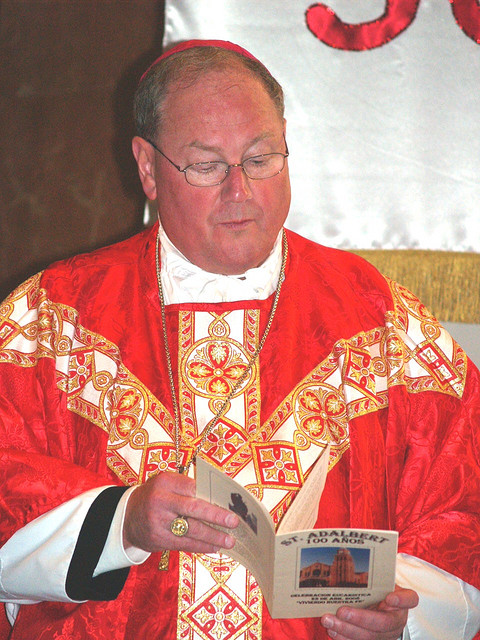
Timothy Dolan (2009-*)

## Sources
- (en) Fiche de l'archidiocèse de New York sur catholic-hierarchy.org